# Dampierre-au-Temple

Dampierre-au-Temple este o comună în departamentul Marne, Franța. În 2009 avea o populație de 262 de locuitori.